# Vsevolod IV. Kijevski
Vsevolod Svjatoslavič Rdeči (ukrajinsko, rusko Всеволод Святославич Чермный) je bil knez iz dinastije Rurikidov, * 12. stoletje, † avgust 1212, Černigov, Černigovska kneževina.
Mjegovo krstno ime je bilo Danil. Bil je veliki kijevski knez, knez Černigova in knez Belgoroda. Bil je eden od najuspešnejših černigovskih knezov Olgovičev. On sam je razširil černigovsko oblast na ozemlje od Haliča preko Kijeva in Perejaslavla do Černigova.  Arhitekturni in posredni dokazi kažejo, da je začel gradbene projekte v Černigovu: v mesto je poslal skupino gradbenikov, ki je tam med letoma 1211 in 1214 zgradila cerkev sv. Paraskeva Pjatnisa.

## Mladost
Bil je tretji sin Svjatoslava Vsevolodoviča, ki je kasneje postal veliki kijevski knez, in njegove žene Marije Vasiljkovne Polocke. Med 11. oktobrom in 24. decembrom 1178 se je poročil s hčerko poljskega vojvode Kazimirja II. Pravičnega. Njeno ime ni znano. Po mnenju nekaterih zgodovinarjev je bila Anastazija, po podatkih v drugih virih pa je bila Marija in se je verjetno po poroki preimenovala v Anastazijo.
Ko je kan Končak s svojimi Kumani februarja 1184 oropal perejaslavsko ozemlje vse do Dimitrova, je Svjatoslav Vsevolodovič poslal svoje sinove, vključno z Vsevolodom, in svoje čete h knezu Igorju Svjatoslaviču v Novgorod-Severski in mu ukazal, naj zasleduje napadalce. Igor Svjatoslavič je roparje dohitel reki Hiriji, pritoku Vorskle, in jih veliko ujel. Sovražne bande so po letu 1187 pogosto plenile v porečju Rosa in černigovskih deželah.
Leta 1192 je Svjatoslav Vsevolodovič poslal svoje sinove Vsevoloda, Vladimirja  in Mstislava na pohod proti Kumanom. Pohod, ki ga je spet vodil 
Igor Svjatoslavič, je bil namenjen plenjenju kumanskih taborov. Olgoviči so se podali globoko v stepo, mimo Kurska v zgornji tok reke Oskol. Kumani so jih tam pričakali z veliko vojsko in Igor Svjatoslavič je ukazal nočni umih pred premočnim nasprotnikom.
Vsevolodov oče je umrl v zadnjem tednu julija 1194. Njegov naslednik je postal očetov  starejši brat  Jaroslav Vsevolodovič.  Jeseni 1196 je Jaroslav Vsevolodovič ukazal Vsevolodu in njegovemu bratu Mstislavu Svjatoslaviču, naj ga spremljata na pohodu proti velikemu vladimirskemu knezu Vsevolodu III. Jurjeviču in smolenskemu knezu Davidu Rostislaviču, ki sta ropala po ozemlju Olgovičev.

## Černigovski knez in borba za Kijev
Po smrti Romana Gališkega je pomagal svojemu drugemu bratrancu  Vladimirju Igoreviču, da je zasedel njegovo mesto. Po poskusu sina Vsevoloda Veliko gnezdo, da zasede Galič (1206), je prekinil mir, pregnal Rjurika Rostislaviča iz Kijeva, Jaroslava pa iz Perejaslavlja in na njegovo mesto postavil svojega sina Mihaila. Rjurik je odšel v Ovruč, njegov sin Rostislav v Višgorod, njegov nečak Mstislav Romanovič pa v Belgorod. Še isto leto se je Rjurik združil s svojimi sinovi in nečaki, izgnal Olgoviče iz Kijeva in Perejaslavlja in se naselil v Kijevu. V Perejaslavelj je postavil svojega sina Vladimirja. Vsevolod Rdeči je pozimi nameraval s svojimi brati in Polovci osvojiti Kijev, ostal pred mestom tri tedne in se nato brez uspeha vrnil domov.
Leta 1207 se je Vsevolod Rdeči združil s Svetopolkom Jurjevičem in Vladimirjem Igorevičem iz Galicije in zasedel Kijev, Trepol, Belgorod in Torčesk. Kronike pišejo, da je s svojimi Polovci v ruski deželi naredil veliko zla. Rurik je pobegnil v Ovruč. Rjurik se je še isto leto nenadoma vrnil v Kijev in izgnal Vsevoloda Rdečega.

## Zadnja leta
Po tradicionalni različici nadaljevanja dogodkov se je Vsevolod Rdeči leta 1210 vrnil v Kijev in izgubil Černigov v Rjurikovo korist.  Sodobne študije  R.V. Zotova in A.P. Pjatnova so odkrile, da je Rurik Rostislavič umrl leta 1210, kar je omogočilo, da Vsevolod Rdeči ponovno zavzame Kijev. Černigovski Rjurik  je bil Rjurik Olgovič, starejši nečak Vsevoloda Rdečega. Znano je, da so leta 1212 Jaroslaviči zasedli Višgorod v Kijevski deželi. V tej situaciji je bil med Vsevolodom Veliko gnezdo in Olgoviči sklenjen mir, ki so ga potrdili s poroko Jurija Vsevolodoviča Vladimirskega s černigovsko princeso Agafjo Vsevolodovno.
Leta 1211 so Madžari in volinski knezi pregnali Igoreviče iz Galiča in Vsevolod Rdeči je izkoristil to priložnost, da je Rostislaviče popolnoma izrinil z juga. Po smrti Vsevoloda Veliko gnezdo je obtožil smolenske Rostislaviče, da so v Galiču obesili dva Igoreviča. V odgovor so smolenski Rostislaviči s podporo Novgorodcev  že leta 1212 pregnali Olgoviče iz Kijeva. Na kijevski prestol so postavili Ingvarja Jaroslaviča. ki je kmalu zatem umrl. Zamenjal ga je Mstislav Romanovič iz Smolenska. Lavrentijev letopis za leto 1215 kot černigovskega kneza omenja mlajšega brata Vsevoloda Gleba.

## Družina
14. oktobra/24. decembra 1178/14. novembra 1179 se je poročil z Marijo, preimenovano v Anastazijo, hčerko poljskega vojvode Kazimirja II. in njegove žene Helene Znojmske. Z njo je imel tri otroke:
- Mihaila Vsevolodoviča (ok. 1185 – ubit 20. septembra 1246), kneza Černigova, Novgoroda, Kijeva in Galiča,
- Andreja Vsevolodoviča ?[7] (umrl 1263), kneza Černigova,
- Arafijo Vsevolodovno (ubita 1238), ženo Jurija Vsevolodoviča Vladimirskega,
- Vero-Aljono Vsevolodovno (? – po 1208), poročeno z Mihailom Vsevolodovičem Pronskim, in
- Svetoslava ? [8] (umrl 1232).